# Collegio di Walsall North
Walsall North è stato un collegio elettorale inglese situato nelle Midlands Occidentali, rappresentato alla Camera dei comuni del Parlamento del Regno Unito. Eleggeva un membro del parlamento con il sistema first-past-the-post, ossia maggioritario a turno unico; il collegio è stato abolito in occasione della revisione periodica del 2024.

## Estensione
Walsall North era uno dei tre collegi che coprono il borgo metropolitano di Walsall.
- 1955–1974: i ward del County Borough di Walsall di Birchills, Blakenall, Bloxwich East, Bloxwich West, Hatherton e Leamore, e il distretto urbano di Brownhills.
- 1974–1983: come sopra, meno Hatherton, e con in più Bentley, Willenhall North e Willenhall South.
- 1983–2024: i ward del borgo metropolitano di Walsall di Birchills Leamore, Blakenall, Bloxwich East, Bloxwich West, Short Heath, Willenhall North e Willenhall South.

## Membri del parlamento
| Elezione | Elezione        | Deputato         | Partito              |
| -------- | --------------- | ---------------- | -------------------- |
|          | 1955            | William Wells    | Laburista            |
| Feb 1974 | John Stonehouse |                  | Laburista            |
|          | John Stonehouse | 1976             | Nazionalista Inglese |
|          | 1976 (S)        | Robin Hodgson    | Conservatore         |
|          | 1979            | David Winnick    | Laburista            |
|          | 2017            | Eddie Hughes     | Conservatore         |
|          | 2024            | Collegio abolito | Collegio abolito     |

## Elezioni

### Elezioni negli anni 2010
| Partito                    | Partito                                   | Candidato                  | Risultati 12 dicembre 2019 | Risultati 12 dicembre 2019 |
| Partito                    | Partito                                   | Candidato                  | Voti                       | %                          |
| -------------------------- | ----------------------------------------- | -------------------------- | -------------------------- | -------------------------- |
|                            | Conservatore                              | Eddie Hughes               | 23 334                     | 63,83                      |
|                            | Laburista                                 | Gill Ogilvie               | 11 369                     | 31,10                      |
|                            | UKIP                                      | Jennifer Gray              | 1 236                      | 3,38                       |
|                            | Lib Dem                                   | Mark Wilson                | 617                        | 1,69                       |
|                            |                                           |                            |                            |                            |
| Iscritti                   | Iscritti                                  | Iscritti                   | 67 177                     | 100,00                     |
| ↳ Votanti (% su iscritti)  | ↳ Votanti (% su iscritti)                 | ↳ Votanti (% su iscritti)  | 36 556                     | 54,42                      |
| ↳ Astenuti (% su iscritti) | ↳ Astenuti (% su iscritti)                | ↳ Astenuti (% su iscritti) | 30 621                     | 45,58                      |
|                            |                                           |                            |                            |                            |
|                            | Esito: collegio confermato a Conservatore |                            |                            |                            |

| Partito                    | Partito                                           | Candidato                  | Risultati 8 giugno 2017 | Risultati 8 giugno 2017 |
| Partito                    | Partito                                           | Candidato                  | Voti                    | %                       |
| -------------------------- | ------------------------------------------------- | -------------------------- | ----------------------- | ----------------------- |
|                            | Conservatore                                      | Eddie Hughes               | 18 919                  | 49,63                   |
|                            | Laburista                                         | David Winnick              | 16 318                  | 42,81                   |
|                            | UKIP                                              | Elizabeth Hazell           | 2 295                   | 6,02                    |
|                            | Lib Dem                                           | Isabelle Parasram          | 586                     | 1,54                    |
|                            |                                                   |                            |                         |                         |
| Iscritti                   | Iscritti                                          | Iscritti                   | 66 523                  | 100,00                  |
| ↳ Votanti (% su iscritti)  | ↳ Votanti (% su iscritti)                         | ↳ Votanti (% su iscritti)  | 38 118                  | 57,30                   |
| ↳ Astenuti (% su iscritti) | ↳ Astenuti (% su iscritti)                        | ↳ Astenuti (% su iscritti) | 28 405                  | 42,70                   |
|                            |                                                   |                            |                         |                         |
|                            | Esito: collegio passa da Laburista a Conservatore |                            |                         |                         |

| Partito                    | Partito                                | Candidato                  | Risultati 7 maggio 2015 | Risultati 7 maggio 2015 |
| Partito                    | Partito                                | Candidato                  | Voti                    | %                       |
| -------------------------- | -------------------------------------- | -------------------------- | ----------------------- | ----------------------- |
|                            | Laburista                              | David Winnick              | 14 392                  | 39,02                   |
|                            | Conservatore                           | Douglas Hansen-Luke        | 12 455                  | 33,77                   |
|                            | UKIP                                   | Elizabeth Hazell           | 8 122                   | 22,02                   |
|                            | Lib Dem                                | Nigel Jones                | 840                     | 2,28                    |
|                            | TUSC                                   | Peter Smith                | 545                     | 1,48                    |
|                            | Verdi                                  | Mike Harrison              | 529                     | 1,43                    |
|                            |                                        |                            |                         |                         |
| Iscritti                   | Iscritti                               | Iscritti                   | 67 060                  | 100,00                  |
| ↳ Votanti (% su iscritti)  | ↳ Votanti (% su iscritti)              | ↳ Votanti (% su iscritti)  | 36 883                  | 55,00                   |
| ↳ Astenuti (% su iscritti) | ↳ Astenuti (% su iscritti)             | ↳ Astenuti (% su iscritti) | 30 177                  | 45,00                   |
|                            |                                        |                            |                         |                         |
|                            | Esito: collegio confermato a Laburista |                            |                         |                         |

| Partito                    | Partito                                | Candidato                  | Risultati 6 maggio 2010 | Risultati 6 maggio 2010 |
| Partito                    | Partito                                | Candidato                  | Voti                    | %                       |
| -------------------------- | -------------------------------------- | -------------------------- | ----------------------- | ----------------------- |
|                            | Laburista                              | David Winnick              | 13 385                  | 36,99                   |
|                            | Conservatore                           | Helyn Clack                | 12 395                  | 34,25                   |
|                            | Lib Dem                                | Nadia Fazal                | 4 754                   | 13,14                   |
|                            | BNP                                    | Christopher Woodall        | 2 930                   | 8,10                    |
|                            | UKIP                                   | Elizabeth Hazell           | 1 737                   | 4,80                    |
|                            | Laburista Democratico                  | Peter Smith                | 842                     | 2,33                    |
|                            | Cristiano                              | Babar Shakir               | 144                     | 0,40                    |
|                            |                                        |                            |                         |                         |
| Iscritti                   | Iscritti                               | Iscritti                   | 65 201                  | 100,00                  |
| ↳ Votanti (% su iscritti)  | ↳ Votanti (% su iscritti)              | ↳ Votanti (% su iscritti)  | 36 187                  | 55,50                   |
| ↳ Astenuti (% su iscritti) | ↳ Astenuti (% su iscritti)             | ↳ Astenuti (% su iscritti) | 29 014                  | 44,50                   |
|                            |                                        |                            |                         |                         |
|                            | Esito: collegio confermato a Laburista |                            |                         |                         |

### Elezioni negli anni 2000
| Partito                    | Partito                                | Candidato                  | Risultati 5 maggio 2005 | Risultati 5 maggio 2005 |
| Partito                    | Partito                                | Candidato                  | Voti                    | %                       |
| -------------------------- | -------------------------------------- | -------------------------- | ----------------------- | ----------------------- |
|                            | Laburista                              | David Winnick              | 15 990                  | 47,83                   |
|                            | Conservatore                           | Ian Lucas                  | 9 350                   | 27,97                   |
|                            | Lib Dem                                | Douglas Taylor             | 4 144                   | 12,40                   |
|                            | BNP                                    | William Locke              | 1 992                   | 5,96                    |
|                            | UKIP                                   | Anthony Lenton             | 1 182                   | 3,54                    |
|                            | Laburista Democratico                  | Peter Smith                | 770                     | 2,30                    |
|                            |                                        |                            |                         |                         |
| Iscritti                   | Iscritti                               | Iscritti                   | 63 310                  | 100,00                  |
| ↳ Votanti (% su iscritti)  | ↳ Votanti (% su iscritti)              | ↳ Votanti (% su iscritti)  | 33 428                  | 52,80                   |
| ↳ Astenuti (% su iscritti) | ↳ Astenuti (% su iscritti)             | ↳ Astenuti (% su iscritti) | 29 882                  | 47,20                   |
|                            |                                        |                            |                         |                         |
|                            | Esito: collegio confermato a Laburista |                            |                         |                         |

| Partito                    | Partito                                | Candidato                  | Risultati 7 giugno 2001 | Risultati 7 giugno 2001 |
| Partito                    | Partito                                | Candidato                  | Voti                    | %                       |
| -------------------------- | -------------------------------------- | -------------------------- | ----------------------- | ----------------------- |
|                            | Laburista                              | David Winnick              | 18 779                  | 58,12                   |
|                            | Conservatore                           | Melvin Pitt                | 9 388                   | 29,05                   |
|                            | Lib Dem                                | Michael Heap               | 2 923                   | 9,05                    |
|                            | UKIP                                   | Jenny Mayo                 | 812                     | 2,51                    |
|                            | Laburista Democratico                  | David Church               | 410                     | 1,27                    |
|                            |                                        |                            |                         |                         |
| Iscritti                   | Iscritti                               | Iscritti                   | 65 942                  | 100,00                  |
| ↳ Votanti (% su iscritti)  | ↳ Votanti (% su iscritti)              | ↳ Votanti (% su iscritti)  | 32 312                  | 49,00                   |
| ↳ Astenuti (% su iscritti) | ↳ Astenuti (% su iscritti)             | ↳ Astenuti (% su iscritti) | 33 630                  | 51,00                   |
|                            |                                        |                            |                         |                         |
|                            | Esito: collegio confermato a Laburista |                            |                         |                         |

## Risultati dei referendum

### Referendum sulla permanenza del Regno Unito nell'Unione europea del 2016
|             | Collegio      | Lasciare UE % | Rimanere in UE % |
| ----------- | ------------- | ------------- | ---------------- |
|             | Walsall North | 74,2%         | 25,8%            |
| Inghilterra | 53,3%         | 46,7%         |                  |
| Regno Unito | 51,9%         | 48,1%         |                  |

Walsall North fu il secondo collegio del Regno Unito con la più alta percentuale a favore dell'uscita dall'Unione europea; seguì Boston and Skegness, che ebbe il 74,9% a favore dell'uscita.